# Виссер, Бейтске
Бейтске Виссер (нидерл. Beitske Visser; род. 10 марта 1995, Дронтен, Флеволанд, Нидерланды) — нидерландская автогонщица. В сезоне 2022 года выступала в W Series за команду Sirin Racing.

## Гоночная карьера

### Картинг
Виссер начала заниматься картингом в 2007 году, выступала в различиных европейских и международных чемпионатах. В чемпионате CIK-FIA European KZ1 Championship Виссер финишировала 10-й.

### Младшие формульные серии

#### ADAC Formel Masters
В сезоне 2012 года Виссер дебютировала в чемпионате ADAC Formel Masters за команду Motopark Academy. Она финишировала 8-й в чемпионате с победами в Зандворте и Лаузицринге.
В сезоне 2013 года была приглашена в программу поддержки молодых пилотов Red Bull Junior Team, но в конце сезона 2013 года была отчислена из программы.
Она осталась в чемпионате ADAC Formel Masters на сезон 2013 года, выиграла одну гонку во время сезона на трассе Заксенринг и финишировала 8-й в чемпионате.

#### GP3
В сезоне 2014 года Виссер выступала на первом этапе GP3 за команду Hilmer Motorsport. Она также выступала в GP3 на этапе в Спа в сезоне 2015 года за команду Trident.

#### Формула-Рено 3.5
В сезоне 2014 года Виссер перешла в Формулу-Рено 3.5. Она выступала за команду AVF. Бейтске набрала свои первые очки на первой гонке в Спа.

#### Серия W
Виссер дебютировала в Серии W в сезоне 2019 года. Она финишировала второй в чемпионате с одной победой в Золдере. Виссер должна была участвовать в Серии W в сезоне 2020 года, но из-за пандемии COVID-19 сезон был отменён. Она финишировала 8-й в чемпионате Серии W в сезоне 2021 года.

### Гонки на выносливость

#### LMP2
Виссер дебютировала в Европейской серии Ле-Ман в сезоне 2020 года. Она финишировала 6-й на гонке «4 часа Спа-Франкоршам» вместе с Татьяной Кальдерон и Андре Неграо, и 11-й на трассе Поль Рикар вместе с Софией Флёрш.